# Hyperandrogenämie
Die Hyperandrogenämie stellt eine erhöhte Androgenproduktion sowohl beim Mann als auch bei der Frau dar. Sie zählt somit zu den hormonellen Störungen und wird bei klinischer Relevanz von endokrinologischen Fachärzten behandelt. Der Begriff bezeichnet die erhöhte Konzentration von Androgenen im Blutserum, die klinischen Auswirkungen werden (auch) als Hyperandrogenismus bezeichnet.

## Vorkommen
Hyperandrogene Störungen kommen häufig bei Adoleszenten und im Rahmen des PCO-Syndroms bei Frauen vor. Daneben gibt es weitere seltenere genetische und andere Erkrankungen, die zu dieser hormonellen Imbalance führen wie das Achard-Thiers-Syndrom, der Hyperandrogenismus durch Cortison-Reduktase-Mangel, Synonym: 11-beta-Hydroxysteroid-Dehydrogenase-Mangel Typ 1, die Kongenitale Nebennierenhyperplasie durch 11-beta-Hydroxylase-Mangel, die Müller-Gang-Aplasie und Hyperandrogenismus, Synonym: WNT4-Mangel, das HAIR-AN-Syndrom sowie die Insulinresistenz-Syndrom Typ A.

## Klinische Symptome
- Akne (in 50 % der Fälle von Hyperandrogenämie besonders schwere Ausprägung)[5]
- Androgene Alopezie
- Seborrhoe
- Zyklusunregelmäßigkeiten
- Hirsutismus
- Libidosteigerungen
- Brustatrophie
- Virilisierung
- Metabolisches Syndrom

## Diagnostik
Labordiagnostisch können sich ergeben:
- erhöhte freie wie Gesamt-Testosteron-, Androstendion- und Dehydroepiandrosteron-Sulfat-Spiegel
- erhöhte Kortisolspiegel (bei Steroidabusus)
- erniedrigte SHBG-spiegel
- erhöhter LH/FSH-Quotient
- Hyperinsulinämie
- erhöhtes AMH
- erhöhter freier Androgenindex

Mögliche Tests:
- ACTH-Test
- Dexamethason-Kurztest

Die Bestimmung dieser Spiegel erlaubt ätiologische Rückschlüsse bei der Diagnosefindung aufgrund unterschiedlicher Produktionsorte dieser Hormone und damit Klärung ovarieller, testikulärer oder adrenaler Pathogenese beim Patienten.

## Ursachen und Differentialdiagnose
- PCO-Syndrom
- Adrenaler Enzymdefekt
- Hyperkortisolismus
- Androgenbildender Tumor
- Adrenogenitales Syndrom
- Steroidabusus

## Mögliche Folgen und Komplikationen
- Unfruchtbarkeit
- Hypercholesterinämie
- Herz-Kreislauf-Erkrankungen
- Endometriumkarzinomrisiko (3-fach erhöht)[6]
- Schwangerschaftskomplikationen
- psychische Störungen[7]
- soziale Probleme
- vermehrte Fehlgeburten

## Therapie
Im Wesentlichen hängt die Therapie von der jeweiligen Ursache im vorliegenden Fall ab und zielt auf die Beseitigung eventuell vorhandener Gewebswucherungen oder zugrundeliegender hormoneller oder alimentärer Störungen ab. Die einzelnen Therapiemöglichkeiten und -schritte werden bei den einzelnen Krankheitsbildern je nach Ursache beschrieben.